# Петров, Сергей Анатольевич (мэр)
Серге́й Анато́льевич Петро́в (род. 20 мая 1958, Уссурийск) — российский бизнесмен и политический деятель, мэр Ангарского городского округа с 30 апреля 2015 года.

## Биография
Родился 20 мая 1958 года в городе Уссурийск Приморского края в семье военнослужащих. Позднее семья переехала в посёлок Средний Усольского района.
В 1980 году окончил Иркутский государственный университет по специализации «геоморфолог». Дипломная работа: «Кварцевый метод поиска россыпных месторождений Орель-Члянского золотоносного узла».
В студенческие годы организовал и возглавлял секцию горного туризма. Увлекается лыжным спортом и альпинизмом. В 1990 г. выполнил норматив мастера спорта СССР по спортивному туризму. Имеет звание мастера международных лыжных марафонов серии Worldloppet.
Участвовал в экспедиции на Эльбрус, в Гималаях поднимался на два восьмитысячника, также были восхождения на Аканкагуа в Аргентине, Килиманджаро в Африке, Ильмани в Боливии, Чо-Ойю в Гималаях.
С 1980 года работал в «Ангарскнефтеоргсинтез» слесарем, позднее аппаратчиком. Службу в рядах Советской Армии проходил в Монголии с 1985 г. по 1987 г. (командир взвода артиллерийской разведки). Отслужив в армии, вновь вернулся на завод. В 1991 году ушёл в предпринимательскую деятельность.

## Карьера в бизнесе
В 1992 году создал и возглавил предприятие «Актик», специализировавшееся на промышленном альпинизме, высотных и ремонтно-строительных работах в г. Ангарске.
В 1994 году началось создание собственной производственной базы, которая размещалась на 72 квадратных метрах арендованной площади. Постепенно в структуру предприятия вошли завод по производству автоклавного газобетона и завод металлоконструкций, самый крупный в Приангарье — цех по производству сухих строительных смесей, цеха по производству бетонов и растворов, лакокрасочных материалов, оконных и светопрозрачных конструкций, деревообрабатывающий и автотранспортный цеха. Компания использовала около 30 % производимых материалов. Основную часть производимой продукции приобретали строительные компании Восточной Сибири, Забайкалья, Бурятии, Якутии и Дальнего Востока. В 1996 году предприятие открыло первый из сети магазинов строительных материалов. В 2015 году в структуру компании вошел Ангарский завод металлоконструкций, находившийся тогда на грани закрытия. С 1999 года компания начала деятельность по завершению долгостроев.
У Ангарской нефтехимической компании выкуплен недостроенный девятиэтажный дом в 29 микрорайоне Ангарска. Все квартиры в этом доме в последующем были приобретены региональной властью по программе переселения северян. В этом же году был спроектирован, построен и сдан в эксплуатацию первый подземный гараж. После этого «Стройкомплекс» выкупил и завершил ещё несколько «недостроев», запланированных Генпланом города.
Первым собственным жилым комплексом компании стал ЖК «Молодежный» в 29 микрорайоне. Комплекс состоит из девятнадцати девятиэтажных блок-секций. К его строительству компания приступила в 2004 году. В последующие годы предприятие построило также жилые комплексы «Вертикаль» в 18 микрорайоне и жилой комплекс «Атлант» в 22 микрорайоне города.
Крупнейшими в истории предприятия проектами являются строительство завода по производству автоклавного газобетона, производительностью 200 тысяч кубических метров в год (сегодня предприятие закрывает значительную часть потребности региона в газобетоне, более того, поставляет его в Читу, Улан-Удэ, Красноярск), а также возведение сливно-наливной эстакады и склада углеводородов на территории Ангарского завода полимеров в рамках модернизации Ангарской нефтехимической компании.

## Политическая карьера
В 2006 году избран депутатом Думы Ангарского муниципального образования (городского поселения) по 2 избирательному округу (источник — Протокол окружной избирательной комиссии о результатов повторных выборов по многомандатному избирательному округу № 2 от 09.10.1006).
С декабря 2007 по октябрь 2012 года депутат Думы города Ангарска Ангарского района 2 созыва (источник — Протокол окружной избирательной комиссии о результатах выборов по многомандатному избирательному округу № 2 от 03.12.2007). Председатель комиссии по градостроительству и землепользованию. По инициативе Сергея Петрова разработана и реализована Программа развития ипотечного кредитования строительства нового жилья в г. Ангарске.
22 сентября 2014 года избран мэром Ангарского муниципального образования. 26 апреля 2015 года — избран мэром Ангарского городского муниципального образования, наделённого статусом городского округа (после объединения города Ангарска, Мегетского, Одинского и Савватеевского муниципальных образований в единую территорию с 1 января 2015 года, по Закону Иркутской области от 10 декабря 2014 года № 149-ОЗ). Под руководством Сергея Петрова и при эффективном взаимодействии с региональной властью администрации Ангарского городского округа удалось решить ряд социально важных задач.
По социально-экономическому потенциалу Ангарский городской округ занимает одно из ведущих мест в экономике Иркутской области.
Когда муниципалитет только начал жить в рамках объединённого бюджета, он составлял 4,5 млрд рублей, к концу 2024 года местный бюджет составил 13 млрд рублей. Дефицит в 2016 году был 463 млн рублей, к концу 2024 года профицит – более 660 млн рублей.
Объем бюджетных инвестиций через 10 лет после объединения составил почти 4 млрд рублей. Объем инвестиций действующих на территории предприятий в основной капитал за эти годы (2016-2023 годы) – 89,8 млрд рублей.
Достигнуты позитивные результаты по обеспечению доступности дошкольного образования в округе. В период с 2015 по 2022 год на территории Ангарского городского округа построены пять зданий дошкольных организаций в поселке Мегет, 17, 22, 29 и 32 микрорайонах Ангарска. Это позволило полностью решить проблему очередей в детские сады. Местами обеспечены все дошкольники от года до шести лет.
Для создания новых мест в школах Ангарского округа и организации образовательного процесса в одну смену с 2017 года введено 1 875 новых ученических мест. Этого достигли благодаря строительству школы в микрорайоне Китой, завершению строительства объекта-долгостроя с 30-летней историей - школы в 7а микрорайоне, капитальному ремонту школы № 38, вводу в эксплуатацию после капитального ремонта вторых корпусов для начальных классов школы № 10 (бывшее здание ПУ-8) и школы № 37 имени Героя России А. М. Королькова.
Большой объем работ за эти годы выполнен в рамках дорожного ремонта - обновили более 150 км дорог.
Благоустроены десятки общественных территорий, в том числе в Ангарске появились городская набережная, сквер медицинских работников, Сталинградская аллея, сквер в микрорайоне Цементном.
За эти годы в развитие внегородских территорий только по муниципальной программе направлен 1,4 млрд рублей. Так, в поселок Мегет – почти 620 млн рублей, в село Савватеевка – 376 млн рублей, в село Одинск – 208,3 млн рублей.
Кроме того, внегородские территории участвуют в национальных проектах по ремонту дорог, благоустройству, здесь ремонтируют и строят социальные объекты.  
В Мегете открыли детский сад, поликлинику, молодежный центр «Радиостанция № 1», крытый каток «Альтаир», в 2024 году начали строительство водовода от ангарских очистных сооружений, а также капитальный ремонт путепровода, отремонтировали дороги, в том числе – старый Московский тракт, участок Шароны – Мегет, подъезд к поселку Ключевая, в том же году приступили к строительству дороги в объезд кладбища. Также большое внимание – благоустройству. Комфортными для прогулок и отдыха стали центральная и привокзальная площади, Аллея любви, ряд дворовых территорий.
В Савватеевке проведена модернизация котельной, сетей водо- и теплоснабжения, построены новые канализационно-очистные сооружения, благоустроена центральная часть села, сделали хоккейный корт.
В Одинске открыт спортивный зал для занятий боксом, построен ФАП, выполнено благоустройство многофункциональной спортивной площадки с беговыми дорожками, тренажерами, зоной для занятий волейболом, сделали дороги для развития южной застройки, отремонтировали все асфальтовые дороги, обновили фасад дома культуры «Одинск», на площади перед ДК провели благоустройство, установили национальную юрту, скульптуру «Мать Бурятия».
Ангарский округ – пионер во многих направлениях деятельности. Например, в сфере образования, спорте, молодежной политике, в создании ТОСов, по количеству общественных объединений и привлечению ими грантовых средств на реализацию социально значимых проектов. Муниципалитет успешно участвует в национальных проектах.
Несколько лет подряд Ангарск признают лучшим в Иркутской области по качеству городской среды. Индекс качества ежегодно формирует Министерство строительства и жилищно-коммунального хозяйства РФ. При подсчете баллов учитываются 36 индикаторов, такие как безопасность, комфорт, идентичность и разнообразие, современность среды и эффективность органов власти.
В октябре 2024 года Централизованная библиотечная система Ангарского округа признана лучшей в стране по работе с «Пушкинской картой». 
В ноябре 2024 года – экономическая политика Ангарского округа отмечена на всероссийском уровне. Округ занял четвертое место среди 1280 заявок в номинации «Муниципальная экономическая политика и управление муниципальными финансами». Прежде в этой номинации муниципалитеты Приангарья были отмечены в 2019 году.
Одна из последних побед Ангарского городского округа – по итогам ежегодного фестиваля спорта и здорового образа жизни Ангарский округ стал лидером в номинациях «Лучшее муниципальное образование Иркутской области по развитию адаптивной физической культуры и спорта» и «За пропаганду олимпийского движения в муниципальном образовании», а семья нашей прославленной спортивной династии Лаленковых победила как «Лучшая спортивная династия Иркутской области».

## Благотворительная деятельность
С. А. Петров пожертвовал 3 млн рублей на строительство храма Святителя Иннокентия в селе Анга Качугского района, 1 млн рублей — на памятник воинам-победителям, основателям Ангарска. Ежегодно с момента вступления в должность мэра С. А. Петров отчисляет средства в благотворительный фонд «Ангарские таланты». Является инициатором создания фонда «Содействие развитию лыжного спорта» в г. Ангарске. Средства фонда идут на организацию и проведения соревнований серии БАМ.

## Награды
- Медаль «За честь и доблесть» за заслуги перед российским народом.
- 2009 год — Сергею Петрову присвоено звание «Почетный строитель Российской Федерации».
- 2012 год — награждён орденом «Строительная слава» от имени Российского Союза строителей.